# Gouvernement Barbón II
Asturies
Barbón I 
Le gouvernement Barbón I (en espagnol : Segundo Gobierno Barbón) est le gouvernement de la communauté autonome espagnole des Asturies, depuis le 1er août 2023, sous la XIIe législature de la Junte générale.
Il est dirigé par le président socialiste sortant, Adrián Barbón, dont le PSOE a remporté la majorité relative aux élections autonomiques, et repose sur une coalition avec Convocatoria por Asturias (CxA). Il succède au premier gouvernement Barbón, constitué du seul PSOE.

## Historique
Ce gouvernement est dirigé par le président socialiste sortant, Adrián Barbón. Il est constitué et soutenu par le Parti socialiste (PSOE) et Convocatoria por Asturias (CxA). Ensemble, ils disposent de 22 députés sur 45, soit 48,9 % des sièges de la Junte générale.
Il est formé à la suite des élections autonomiques du 28 mai 2023.
Il succède donc au gouvernement Barbón I, constitué du seul Parti socialiste ouvrier espagnol (PSOE).

### Formation
Lors des élections autonomiques, le Parti socialiste remporte une nouvelle majorité relative des sièges de la Junte générale, après avoir recueilli 36,5 % des suffrages exprimés et près de 196 000 voix. Avec près de 41 000 voix, Convocatoria por Asturias (CxA) obtient 3 sièges, soit celui perdu par le PSOE par rapport au précédent scrutin. Dans son ensemble, les forces de gauche restent majoritaires d'un siège sur le bloc de droite.
Alors que Barbón et le candidat du Parti populaire (PP), Diego Canga, sont pressentis pour se présenter au vote d'investiture, Izquierda Unida (IU) annonce le 7 juin 2023 qu'elle votera en faveur de Barbón, même si les négociations entre le PSOE et CxA n'aboutissent pas à la formation d'un exécutif de coalition entre les deux listes. Indiquant vouloir éviter que Barbón dépende d'IU, Canga renonce un mois plus tard à se présenter à l'investiture, ce qui conduit à ce que le socialiste soit le seul candidat en lice,. Les organes directifs internes de Podemos, qui a obtenu un seul siège lors des élections, se montrent disposés à appuyer Barbón lors du premier vote d'investiture.
Après avoir présenté son programme politique la veille et confirmé la coalition avec CxA mais pas avec Podemos, Adrián Barbón obtient la confiance de la Junte générale lors du premier vote d'investiture, le 19 juillet, avec 23 voix en sa faveur — soit l'exacte majorité absolue — et 22 abstentions : le PSOE, CxA et Podemos votent pour, tandis que le PP et Vox s'abstiennent, le vote contre n'étant pas autorisé,.
L'accord de gouvernement entre le PSOE et CxA est signé le 28 juillet 2023 et prévoit la désignation d'Ovidio Zapico à la tête d'un département exécutif. La composition du nouvel exécutif paritaire est dévoilée le lendemain, avec 10 départements exécutifs et une meilleure répartition des compétences. La socialiste Jimena Llamedo est nommée vice-présidente du gouvernement et 60 % des conseillers sont remplacés. L'ancien président de la Junte générale, Marcelino Marcos, intègre l'exécutif. Le département sortant de la Culture, de la Politique linguistique et du Tourisme est scindé en deux : le Tourisme est associé aux compétences en matière d'Égalité portées par la vice-présidente Llamedo, tandis que les compétences en matière de Culture, Sport et Politique linguistique sont directement rattachées à la présidence du gouvernement, par le biais d'un poste de vice-conseillère occupé par Ana Vanesa Gutiérrez,,. 

### Évolution
Le 6 février 2024, le président Adrián Barbón annonce que la démission de la conseillère aux Droits sociaux Melania Álvarez, désignée candidate au Sénat par le Parti socialiste, sera l'occasion de transformer le département des Droits sociaux et au Bien-être en « département des Droits sociaux, de la Culture, de la Politique linguistique et des Sports » et de corriger ainsi ce qu'il qualifie lui-même d'« erreur », à savoir d'avoir réduit la politique culturelle au rang de vice-département. La vice-conseillère à la Culture, Vanessa Gutiérrez, est alors appelée à prendre la direction de ce département élargi. Cependant, lors de la mise en œuvre formelle de ce remaniement le 16 février, Adrián Barbón décide de créer un département de la Culture, de la Politique linguistique et des Sports à part entière. La haute fonctionnaire Marta del Arco devient ainsi conseillère aux Droits sociaux et au Bien-être tandis que Vanessa Gutiérrez occupe le nouveau poste créé. Le gouvernement intègre donc désormais 12 conseillers, ce qui en fait le plus large depuis 2011.
Après avoir nommé la conseillère à la Transition écologique, à l'Industrie et au Développement économique  Nieves Roqueñí comme présidente de l'autorité portuaire de Gijón, Adrián Barbón organise le 14 février 2025 un ajustement de son exécutif. La directrice générale de l'Énergie et des Mines Belarmina Díaz entre au gouvernement comme « conseillère à la Transition écologique, à l'Industrie et au Commerce » et deux autres départements voient leurs attributions modifiées : le département des Finances et des Fonds européens devient le « département des Finances, de la Justice et des Affaires européennes » et le département de l'Équipement, de la Coopération locale et de la Prévention des incendies devient le « département des Mobilités, de la Coopération locale et de la Gestion des urgences ». Belarmina Díaz prête serment et prend ses fonctions le lendemain.
Le 15 avril suivant, Belarmina Díaz annonce devant la Junte générale avoir remis sa démission au président de la Principauté à la suite de l'accident de la mine de Cerredo, dans la ville de Degaña, qui a causé cinq morts et quatre blessés parmi les mineurs. Le chef de l'exécutif annonce le lendemain la suppression du département de la Transition écologique et le transfert de ses compétences aux départements de la Science et des Mobilités. Les changements sont rendus effectifs le 22 avril avec la mise en place du département de la Science, de l'Industrie et de l'Emploi et du département des Mobilités, de l'Environnement et de la Gestion des urgences.

## Composition

### Initiale
| Poste                                                                                          | Titulaire | Titulaire                       | Parti |
| ---------------------------------------------------------------------------------------------- | --------- | ------------------------------- | ----- |
| Président                                                                                      |           | Adrián Barbón Rodríguez         | PSOE  |
| Vice-présidente Conseillère à la Présidence, au Défi démographique, à l'Égalité et au Tourisme |           | Jimena Llamedo González         | PSOE  |
| Conseiller aux Finances et aux Fonds européens                                                 |           | Guillermo Peláez Álvarez        | PSOE  |
| Conseiller à l'Aménagement du territoire, à l'Urbanisme, au Logement et aux Droits citoyens    |           | Ovidio Zapico González          | CxA   |
| Conseiller à la Science, aux Entreprises, à la Formation et à l'Emploi                         |           | Borja Sánchez García            | PSOE  |
| Conseillère à la Santé                                                                         |           | María Concepción Saavedra Rielo | Sans  |
| Conseillère à l'Éducation                                                                      |           | Lydia Espina López              | PSOE  |
| Conseillère à la Transition écologique, à l'Industrie et au Développement économique           |           | Nieves Roqueñí Gutiérrez        | Sans  |
| Conseiller à l'Équipement, à la Coopération locale et à la Prévention des incendies            |           | Alejandro Jesús Calvo Rodríguez | PSOE  |
| Conseiller au Milieu rural et à la Politique agricole                                          |           | Marcelino Marcos Líndez         | PSOE  |
| Conseillère aux Droits sociaux et au Bien-être                                                 |           | Melania Álvarez García          | PSOE  |

### Remaniement du16 février 2024
- Les nouveaux conseillers sont indiqués en gras, ceux ayant changé d'attributions en italique.

| Poste                                                                                          | Titulaire | Titulaire                       | Parti |
| ---------------------------------------------------------------------------------------------- | --------- | ------------------------------- | ----- |
| Président                                                                                      |           | Adrián Barbón Rodríguez         | PSOE  |
| Vice-présidente Conseillère à la Présidence, au Défi démographique, à l'Égalité et au Tourisme |           | Jimena Llamedo González         | PSOE  |
| Conseiller aux Finances et aux Fonds européens                                                 |           | Guillermo Peláez Álvarez        | PSOE  |
| Conseiller à l'Aménagement du territoire, à l'Urbanisme, au Logement et aux Droits citoyens    |           | Ovidio Zapico González          | CxA   |
| Conseiller à la Science, aux Entreprises, à la Formation et à l'Emploi                         |           | Borja Sánchez García            | PSOE  |
| Conseillère à la Santé                                                                         |           | María Concepción Saavedra Rielo | Sans  |
| Conseillère à l'Éducation                                                                      |           | Lydia Espina López              | PSOE  |
| Conseillère à la Transition écologique, à l'Industrie et au Développement économique           |           | Nieves Roqueñí Gutiérrez        | Sans  |
| Conseiller à l'Équipement, à la Coopération locale et à la Prévention des incendies            |           | Alejandro Jesús Calvo Rodríguez | PSOE  |
| Conseiller au Milieu rural et à la Politique agricole                                          |           | Marcelino Marcos Líndez         | PSOE  |
| Conseillère aux Droits sociaux et au Bien-être                                                 |           | Marta del Arco Fernández        | Sans  |
| Conseillère à la Culture, à la Politique linguistique et au Sport                              |           | Ana Vanesa Gutiérrez González   | PSOE  |

### Remaniement du15 février 2025
- Les nouveaux conseillers sont indiqués en gras, ceux ayant changé d'attributions en italique.

| Poste | Titulaire | Titulaire                                         | Parti |
| --- | --------- | ------------------------------------------------- | ----- |
| Président |           | Adrián Barbón Rodríguez                           | PSOE  |
| Vice-présidente Conseillère à la Présidence, au Défi démographique, à l'Égalité et au Tourisme                                                                       |           | Jimena Llamedo González                           | PSOE  |
| Conseiller aux Finances, à la Justice et aux Affaires européennes |           | Guillermo Peláez Álvarez                          | PSOE  |
| Conseiller à l'Aménagement du territoire, à l'Urbanisme, au Logement et aux Droits citoyens                                                                          |           | Ovidio Zapico González                            | CxA   |
| Conseiller à la Science, aux Entreprises, à la Formation et à l'Emploi Conseiller à la Science, à l'Industrie et à l'Emploi (22/04/2025)                             |           | Borja Sánchez García                              | PSOE  |
| Conseillère à la Santé |           | María Concepción Saavedra Rielo                   | Sans  |
| Conseillère à l'Éducation |           | Lydia Espina López                                | PSOE  |
| Conseillère à la Transition écologique, à l'Industrie et au Commerce (supprimé le 22/04/2025)                                                                        |           | María Belarmina Díaz Aguado (jusqu'au 15/04/2025) | Sans  |
| Conseiller aux Mobilités, à la Coopération locale et à la Gestion des urgences Conseiller aux Mobilités, à l'Environnement et à la Gestion des urgences (22/04/2025) |           | Alejandro Jesús Calvo Rodríguez                   | PSOE  |
| Conseiller au Milieu rural et à la Politique agricole |           | Marcelino Marcos Líndez                           | PSOE  |
| Conseillère aux Droits sociaux et au Bien-être |           | Marta del Arco Fernández                          | Sans  |
| Conseillère à la Culture, à la Politique linguistique et au Sport |           | Ana Vanesa Gutiérrez González                     | PSOE  |